# Jeremias Benjamin Richter

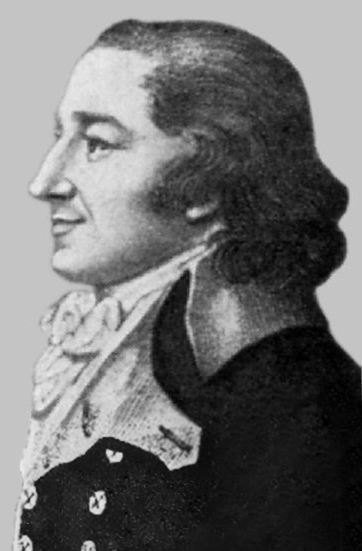
Jeremias Benjamin Richter

Jeremias Benjamin Richter (10. března 1762 v Hirschbergu (nyní Jelenia Gora) ve Slezsku - 4. května 1807 v Berlíně) byl německý filozof, chemik, inženýr, důlní odhadce, matematik a soukromý učenec. Je považován za zakladatele stechiometrie, která je založena na jím objeveném zákonu ekvivalentních proporcí.

Richter byl pevně přesvědčen, že veškerá skutečná věda je aplikovaná matematika a že všechny chemické procesy jsou založeny na matematických zákonech. Chemie by proto měla být zvláště přístupná matematice, protože jejím základním problémem je určit přesné poměry složek každé sloučeniny. Je známý svým citátem:
| „ | Matematika počítá do svého oboru všechny vědy, kde jsou jen veličiny, a věda tedy leží více nebo méně v oblasti umění měřit, čím více nebo méně veličin má být určeno. Tato pravda mě často přiměla k tomu, abych se při chemických pokusech ptal, zda a do jaké míry je chemie součástí aplikované matematiky. Zvláště to bylo povzbuzeno běžnou zkušeností, že dvě neutrální soli, když se navzájem rozloží, opět vytvoří neutrální sloučeniny. Bezprostřední závěr, který jsem z toho vyvodil, nemohl být nic jiného, než že mezi složkami neutrálních solí musí být určité poměry velikosti. | “ |

## Vzdělání a život
Jeremias Benjamin Richter se narodil 10. března 1762 v Hirschbergu ve Slezsku a byl synem vratislavského obchodníka. Vystudoval gymnázium v Hirschbergu a v roce 1778 ve svých šestnácti letech vstoupil do vojenského ženijního sboru pruské armády.

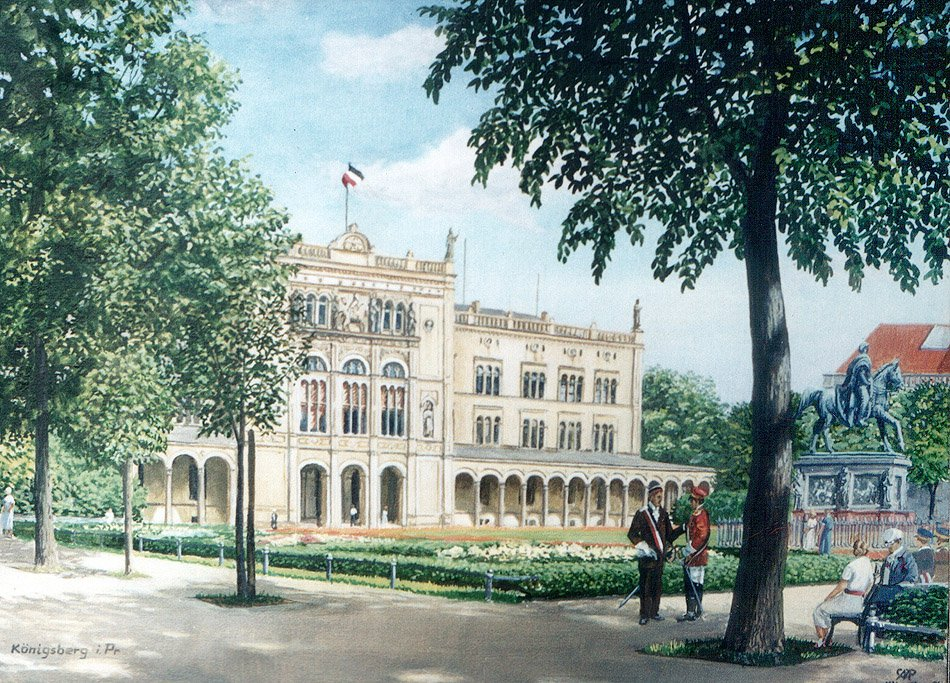
Univerzita v Kaliningradě

Svůj volný čas věnoval studiu chemie a po sedmi letech opustil armádu a vstoupil na univerzitu v Königsbergu (dnešní Kaliningrad), kde studoval matematiku, filozofii a pravděpodobně navštěvoval přednášky Immanuela Kanta. Doktorát mu byl udělen v roce 1789 za disertační prací De usu matheseos in chimia (O využití matematiky v chemii), ve kterém popsal stanovení měrných hmotností řady látek (sloučenin a roztoků) a pokusil se určit hmotnost flogistonu. S touto filozoficko-teologickou prací je Richter považován za zakladatele stechiometrie.
Po ukončení studia odešel do Gross-Ober-Tschirnau poblíž Glogau v Dolním Slezsku, kde si založil laboratoř a živil se chemickým výzkumem a výrobou aerometrů (hustoměrů). V roce 1795 se stal tajemníkem a testerem firmy Oberbergamt v Breslau (dnešní Vratislav) a v roce 1798 odešel do Berlína, aby se stal chemikem ve firmě Royal Porcelain Works. Svou vědeckou práci vykonával soukromě mimo pracovní náplň. Nikdy nezastával akademickou pozici, nikdy se neoženil a zemřel na tuberkulózu v pětačtyřiceti letech.
V roce 1796 byl jmenován zahraničním členem Bavorské akademie věd. V roce 1796 byl zvolen dopisujícím členem Göttingenské akademie věd. V roce 1800 se stal dopisujícím členem Ruské akademie věd v Petrohradě. Vědecká sláva se mu však za života vyhnula.

## Zákon ekvivalentních proporcí (stechiometrie)
- V roce 1792 Richter objevil zákon ekvivalentních proporcí, který je dodnes důležitou součástí teoretické chemie a stal se základem dnešní stechiometrie. Zákon ekvivalentních proporcí říká: Prvky se vždy spojují v poměru určitých složených hmotností (ekvivalentních hmotností) nebo celočíselných násobcích těchto hmotností k chemickým sloučeninám.
- Richter nejprve odvodil svůj zákon ze směsí dvou solí A1B1 a A2B2 ve vodě (v jeho případě octanu vápenatého a vinanu draselného). Dospěl k závěru, že směs solí A1B1 v kombinaci s A2B2 může v určitých matematických kombinacích vytvořit čtyři smíšené soli (A1B1, A1B2, A2B1, A2B2). Z poměrů A1/B1 = x, A2/B1 = y pak lze vypočítat všechny jednotlivé směsi solí podle neutrality výsledného roztoku.
- Ve svých výzkumech pokračoval smícháním hydroxidů kovů (například hydroxid železitý) se zředěnou kyselinou (například kyselina chlorovodíková). Zjistil, že roztok se stává kyselým v důsledku přidání kyseliny chlorovodíkové pouze tehdy, když byl veškerý hydroxid železa přeměněn na chlorid železitý. Kyselina již mohla být v té době detekována lakmusovým papírkem. Pokud je známa koncentrace kyseliny a hmotnost oxidů kovů, lze odvodit hmotnost kovu.
- V pozdějších letech Jöns Jakob Berzelius použil Richterovo stanovení atomových hmotností pomocí hydroxidů nebo oxidů ke stanovení atomové hmotnosti více než 40 chemických prvků.
- V roce 1802 použil Ernst Gottfried Fischer Richterův poznatek, že hmotnostní poměr sloučenin spotřebovaných při chemické reakci je vždy stejný, pro první tabulku chemických ekvivalentů. Jako standard vzal stejně jako Richter kyselinu sírovou s hodnotou 1000. Například k neutralizaci 1000 hmotnostních dílů kyseliny sírové bylo vždy zapotřebí 615 hmotnostních dílů hořčíku (respektive oxidu hořečnatého).
- John Dalton použil Richterovy poznatky jako jeden z podkladů pro formulování své atomové teorie. Richter sám přehlédl souvislost mezi stechiometrií a atomovou teorií, neboť pravděpodobně z filozofických důvodů věřil v odlišnou strukturu hmoty.
- Richterovo dílo se stalo známým odborné veřejnosti po jeho prezentaci Ernstem Gottfriedem Fischerem v Berlíně a jeho přijmutím například Claude Louis Bertholletem.

## Flogistonová teorie (teorie hoření látek)
V osmnáctého století byla uznávána flogistonová teorie. Stoupenci předpokládali existenci elementu zvaného flogiston, který měl být obsažen ve všech hořlavých objektech a uvolňován během spalování. Zbytek po spalování se označoval jako calx. Látky hořící na vzduchu byly považovány za velmi bohaté na flogiston. Teorie byla vyvrácena na konci 18. století vysvětlením podstaty hoření jako oxidace.
Richter byl produktem své doby a dokonce i ve své doktorské disertaci se pokusil určit hmotnost flogistonu. Byl odpůrcem Antoine Lavoisierovy oxidační teorie, o níž se domníval, že je nedostatečně založena na experimentálních datech. Věřil, že kovy se skládají z calxu a flogistonu. Například si myslel, že síra je sloučeninou kyseliny sírové a flogistonu, fosfor je sloučenina kyseliny fosforečné a flogistonu, světlo je sloučenina hmoty ohně a flogistonu.
Po přečtení pojednání Anfangsgünde der antiphlogistischen Chemie (Začátek antiflogistonové chemie) od Christopha Girtannera však Richter převzal většinu zásad antiflogistonové teorie, i když s určitými úpravami. Bylo to v roce 1792.

## Publikace
- J. B. Richter: Über die neueren Gegenstände in der Chemie (O novějších předmětech v chemii), 1792–1802
- J. B. Richter: Anfangsgründe der Stöchiometrie or Messkunst chemischer Elemente (Prvotní principy stechiometrie nebo umění měření chemických prvků), 1792–1794
- J. B. Richter v letech 1792 až 1794 publikoval třísvazkové shrnutí své práce o zákonech určitých proporcí. V této knize zavedl termín stechiometrie, který definoval jako umění chemického měření, které se musí vypořádat se zákony, podle kterých se látky spojují za vzniku chemických sloučenin.